# Anton Fløystrup
Anton Fløystrup, född 5 maj 1851 i Horsens, död 1 augusti 1926 i Köpenhamn, var en dansk läkare.
Fløystrup blev student 1870 och cand. med. 1877. Han var 1878–1880 ordinarie kandidat och assistent vid barnbördshuset (Fødselsstiftelsen) i Köpenhamn. Han hade stort intresse för obstetrik, erhöll 1880 Köpenhamns universitets guldmedalj för avhandlingen Hvilken Indflydelse har Læren om Barselfeberens infektionære Oprindelse haft paa Fødslens og Barselsengens Behandling? Fløystrup studerade 1882–1883 obstetrik utomlands och disputerade 1886 på avhandlingen Om Kranioklasi.
Efter att ha varit förste underläkare vid Kommunehospitalet, ägnade han sig internmedicin och konkurrerade med Knud Faber om professuren i denna specialitet (1896). Under åren 1898–1916 var Fløystrup överläkare vid nämnda sjukhus, och nådde där stort erkännande. Han utnämndes till professor 1905, till medlem av Sundhedskollegiet 1906–1907. Han var medlem av styrelserna för flera sanitära institutioner, av cancerkommittén och farmakopékommissionen.